# Montauban Challenger 2001
Il Montauban Challenger 2001 è stato un torneo di tennis facente parte della categoria ATP Challenger Series nell'ambito dell'ATP Challenger Series 2001. Il torneo si è giocato a Montauban in Francia dal 2 all'8 luglio 2001 su campi in terra rossa.

## Vincitori

### Singolare
Oliver Gross ha battuto in finale  Julián Alonso che si è ritirato sul punteggio di 6–0, 4-1

### Doppio
Diego del Río /  Vadim Kucenko hanno battuto in finale  Tuomas Ketola /  Orlin Stanojčev con il punteggio di 6–4, 6–2